# Devon Crosby-Helms
Pour les articles homonymes, voir Crosby et Helms.
Devon Crosby-Helms, aussi appelée Devon Yanko depuis son mariage, est une athlète américaine née le 23 juin 1982,. Spécialiste de l'ultra-trail, elle a notamment remporté la Leona Divide et la Vermont 100 Mile Endurance Run en 2008, la JFK 50 Mile en 2009, la Lake Sonoma 50 en 2010, la Javelina Jundred en 2015 et l'American River 50 Mile Endurance Run en 2016.

## Résultats
| no  | féminin            | Course                       | Longueur | Départ           | Temps            |
| --- | ------------------ | ---------------------------- | -------- | ---------------- | ---------------- |
| 5e  | Médaille d'or      | Leona Divide                 | 50 mi    | 19 avril 2008    | 07 h 44 min 18 s |
| 8e  | Médaille d'or      | Vermont 100                  | 100 mi   | 19 juillet 2008  | 18 h 31 min 35 s |
| 10e | Médaille d'or      | JFK 50                       | 50 mi    | 21 novembre 2009 | 06 h 29 min 21 s |
| 10e | Médaille d'or      | Lake Sonoma 50               | 50 mi    | 27 mars 2010     | 08 h 26 min 53 s |
| 18e | Médaille d'argent  | Miwok 100K                   | 100 km   | 1er mai 2010     | 09 h 36 min 02 s |
| 2e  | Médaille d'or      | Javelina Jundred             | 100 mi   | 31 octobre 2015  | 14 h 52 min 06 s |
| 11e | Médaille d'or      | American River 50            | 50 mi    | 2 avril 2016     | 07 h 10 min 31 s |
| 24e | Médaille de bronze | Western States Endurance Run | 100 mi   | 25 juin 2016     | 19 h 10 min 08 s |
| 13e | Médaille d'or      | Leadville Trail 100          | 100 mi   | 19 août 2017     | 20 h 46 min 29 s |
| 16e | Médaille de bronze | JFK 50                       | 50 mi    | 20 novembre 2021 | 06 h 31 min 12 s |
| 6e  | Médaille d'or      | Javelina Jundred             | 100 mi   | 20 octobre 2022  | 14 h 36 min 10 s |